# 新井理生
新井 理生（あらい りき、本名：新井 正俊（あらい まさとし）、1968年12月23日 - ）は日本の作曲家、編曲家。長野県出身。
編曲家名としてRIKI ARAI、Ricky.a、RICKY、Tricky Carsなどを使い分けている。
コマーシャル音楽、アニメソング制作を中心に活動。

## 作品

### テレビアニメ
- 快傑蒸気探偵団　OP：作曲／編曲　ED1：作曲／編曲　挿入歌：作曲／編曲　BGM：作曲
- 新機動戦記ガンダムW BLIND TARGET　テーマソング：作曲／編曲（編曲は共同）
- 少女革命ウテナ　ED1：作曲
- ゼロの使い魔　OP：作曲／編曲　ED：作曲／編曲
- ゼロの使い魔 〜双月の騎士〜　OP：編曲　ED：作曲／編曲
- ゼロの使い魔 〜三美姫の輪舞〜　OP：編曲
- ゼロの使い魔F　OP：編曲
- BLACK BLOOD BROTHERS　 OP：作曲／編曲
- ロケットガール　OP：編曲　ED：編曲　挿入歌：作曲
- 古代王者 恐竜キング Dキッズ・アドベンチャー　OP：編曲
- 古代王者 恐竜キング Dキッズ・アドベンチャー 翼竜伝説　OP：作曲／編曲　ED：作曲／編曲
- クリスタル ブレイズ　OP：編曲　ED：作曲
- こんにちは アン 〜Before Green Gables　ED：作曲／編曲
- ジュエルペット　OP：編曲　挿入歌：作曲／編曲
- ジュエルペット てぃんくる☆　ED：編曲
- ジュエルペット サンシャイン　ED：編曲
- 毎日かあさん　ED：編曲
- 聖剣の刀鍛冶　OP：編曲　ED：作曲／編曲
- 夢色パティシエールSP（スペシャル）プロフェッショナル　OP：編曲

### OVA
- KIRARA　挿入歌：編曲　BGM：作曲／編曲

### ゲーム
- PS2 ゼロの使い魔 小悪魔と春風の協奏曲　OP：編曲　ED：編曲
- PS2 ゼロの使い魔 夢魔が紡ぐ夜風の幻想曲　OP：作曲／編曲　ED：編曲
- PS2 ゼロの使い魔 迷子の終止符と幾千の交響曲　OP：編曲　ED：作曲／編曲

### コマーシャル音楽
- NEC
- NTTコミュニケーションズ
- 富士通ゼネラル
- コーセーコスメポート
- マルハペットフーズ（編曲）
- 三菱自動車
- エバラ食品
- セブンイレブン （サウンドロゴ 編曲）
- 他多数

### アーティスト関連
- 出口雅之　共同編曲、マニピュレート、ライブサポート
- REV　ライブサポート
- SUICIDE SPORTS CAR　共同編曲　リミックス
- 小野真弓　楽曲提供、編曲
- 酒井法子　楽曲提供
- 20th Century　編曲
- Misty Eyes　楽曲提供、編曲
- 勝野慎子　共同編曲、マニピュレート
- 長沢有起　サウンドプロデュース、楽曲提供、編曲
- 裕未瑠華　楽曲提供、編曲
- 大鶴綾香　楽曲提供、編曲
- ICHIKO　楽曲提供、編曲、リミックス
- 清水健太郎　編曲
- BREATH　編曲、ライブサポート
- 風戸まどか　楽曲提供、編曲
- 福田真純　編曲
- Kra　サウンドプロデュース、マニピュレート
- など

### ソロプロジェクト
- Bizarre TV Program ( NEU TRINO Label )
- BINTODEC（KA?NANICA Label）